# Блатото на Андрешко
Вижте пояснителната страница за други значения на Блатото.
Блатото на Андрешко се намира в околностите на село Байлово, община Горна Малина. Местните жители го наричат просто Гьола или Андрешковото езеро.
Местният майстор на късия разказ Елин Пелин пише през 1903 година популярния си разказ „Андрешко“, публикуван същата година в списание „Просвета“, а на следващата е включен в том първи на сборника „Разкази“. С това си име местността става известна.
Блатото се намира на кратко разстояние в североизточна посока от селото, равнинно място с изглед към връх Опор (1089 м).
Непосредствено над блатото са открити известно количество погребални могили и оскъдни следи от някогашен некропол от около ІV в. пр.н.е. Впоследствие някои от могилите са били унищожени поради добив на камъни за приготвяне на вар или градеж, а някои са разорани. Намерени са глинени съдове, керамика, бронзови и железни предмети. Установени са два вида погребения – чрез изгаряне и по традиционния начин. Има също в околността и следи от жертвоприношения на животни. Някои от археологическите обекти са разграбени от иманяри.